# Ribera de Molina
Ribera de Molina es una pedanía perteneciente al municipio de Molina de Segura en la Región de Murcia, España. Está enclavada en el sector suroccidental del municipio. Se encuentra a 4 km de la capital municipal y a 12 km de la ciudad de Murcia. Ribera de Molina aparece en el antiguo camino romano que unía Alicante con Lorca, aunque la zona no estuvo habitada hasta el siglo XVIII.
Con 2.981 habitantes, es la segunda pedanía más poblada de Molina de Segura y una de sus más importantes zonas de huerta. En la actualidad, la agricultura constituye un complemento para la economía familiar, ya que únicamente una decena de trabajadores activos se dedican a esta actividad en exclusiva. La mayoría de los ribereños reside en su localidad pero se desplaza a otras localidades para trabajar.
Las Fiestas en honor al Sagrado Corazón de Jesús se celebran el último fin de semana de julio con la Fiesta del Agua como acto lúdico más destacado. El último domingo de abril la patrona, la Virgen del Amor Hermoso', recorre en procesión la pedanía visitando todos los hogares.
En la pedanía no existe ninguna zona protegida. Los espacios naturales de interés son los propios huertos, que poco a poco tienden a desaparecer. A la altura de la Rambla de Talón se encuentra algún resto de lo que en su día fue el bosque de ribera, soto o bosque galería de Molina de Segura.

## Agricultura

### Los huertos de Ribera de Molina
Ribera de Molina es la segunda mayor pedanía de Molina de Segura y la primera histórica, con una extensión de 7,8 km2. Ribera de Molina nace precisamente cuando sus tierras se convierten en zonas de huerta, en el siglo XVIII. Tradicionalmente ha vivido de la agricultura, hasta que la mayoría de ribereños ha optado por otras profesiones.
Los árboles frutales, las hortalizas o las patatas han sido los cultivos predominantes en los paisajes de esta pedanía. En la zona del campo aparecen olivos, paleras y diversos matorrales mediterráneos, como el tomillo.

### El ausente bosque de ribera
Las causas de la desaparición del bosque de La Ribera de Molina, en la Región de Murcia residen en:
- Tala de los árboles por beneficios desconocidos, de tal modo que las orillas del río quedaron desprotegidas de las raíces lo que evitó controlar  el caudal de las aguas durante inundaciones.
- Aprovechamiento de estas tierras para el cultivo.
- Urbanización de algunas zonas.

Actualmente, en la mayor parte de pedanías atravesadas por el río Segura quedan resquicios aislados de lo que antaño fueron auténticos bosques de ribera.

## Gastronomía

### Las tradiciones gastronómicas
La pedanía de Ribera de Molina presume de una variada y rica gastronomía, en la que los productos hortofrutícolas, verduras, hortalizas y legumbres de su fértil huerta, conviven en armonía con aquellos procedentes de las cercanas costas murcianas. Entre sus platos más característicos, destacan el pisto huertano (berenjenas, pimiento, cebolla, tomate), el zarangollo (calabacín, cebolla y huevo), patatas a lo pobre, habas o acelgas fritas, tortilla de ajos tiernos, michirones y los pimientos del piquillo rellenos de bacalao. Tampoco conviene olvidar el pastel de carne, típico en la ciudad y que se suele elaborar de manera casera para los días de Navidad.
En cuanto a los postres, se encuentra un paso por delante de los demás, el paparajote; una masa de harina, leche, huevos, canela, azúcar y raspadura de limón. Esta masa se fríe con una hoja de limonero. También se preparan los deliciosos cuernos de hojaldre rellenos de merengue o crema.

### Materia prima y gastronomía en La Ribera de Molina
Al igual que sucede en el conjunto del municipio molinense, la cocina de Ribera de Molina integra variados sabores. En ella encuentran representación las legumbres y carnes, aderezados con especias o hierbas.
Además permite la mezcla entre el mar y la tierra que resulta tan nutritiva como atractiva. Muchos de los platos que en la actualidad se consumen van más allá de las especialidades tradicionales, como las patas de cabrito lechal al horno que adquirieron notable fama en toda la comarca. Molina es una opción más de la gastronomía murciana que aúna platos típicos de la huerta y del secano y, por supuesto, todo tipo de conservas.

## Fiestas de Ribera de Molina
Las Fiestas del Sagrado Corazón señalan en el calendario una de las fechas más significativas para los ribereños. Los actos más importantes tiene lugar durante la segunda quincena del mes de julio y son un auténtico adiós a la rutina y al trabajo diario. La música y la gastronomía típica son siempre protagonistas de estos festejos, en los que los vecinos de la localidad se disfrazan y dan rienda suelta a su pasión por la pólvora. Cada año la singular Fiesta del Agua concita a multitud de curiosos y participantes, especialmente cuando aprieta el calor estival.
La Virgen del Amor Hermoso también cuenta con unas fiestas en su honor. El último domingo de abril se celebra la procesión con la imagen, visitando todos los hogares de Ribera de Molina.

### Fiestas en honor al Sagrado Corazón

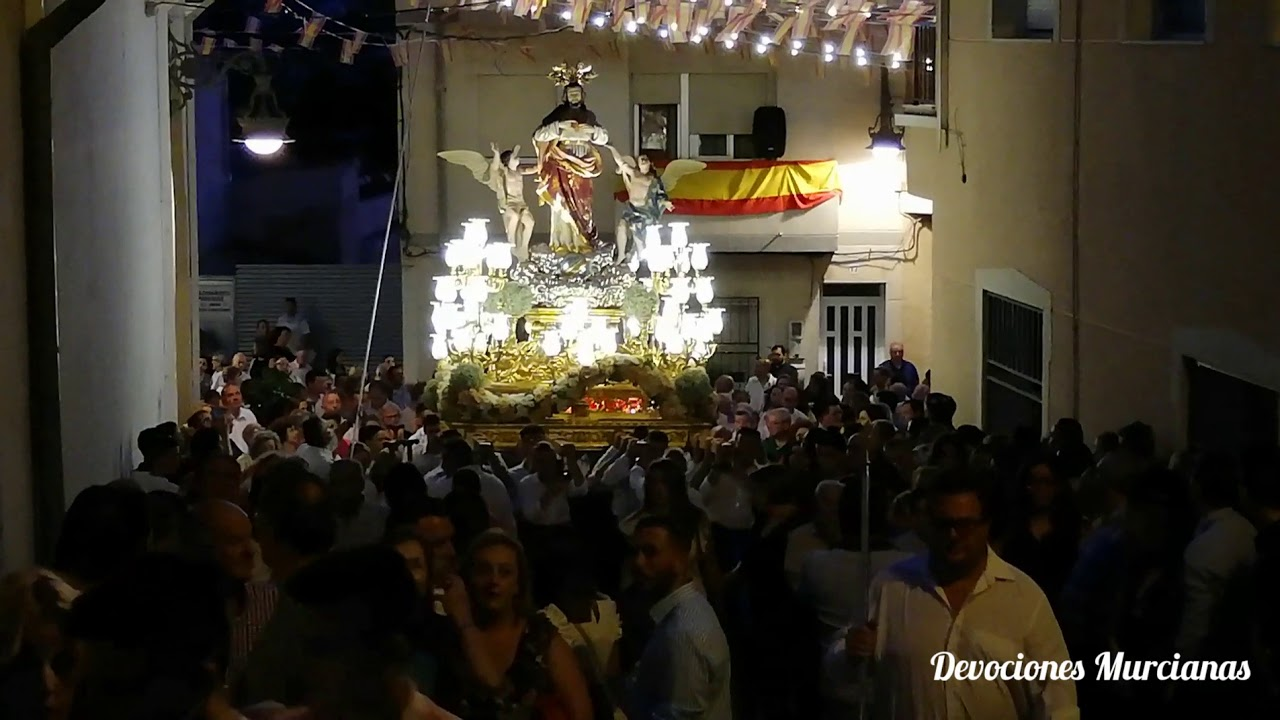
Procesión anual del Sagrado Corazón de Jesús en la Ribera de Molina.

Las Fiestas en honor al Sagrado Corazón son las Fiestas Patronales de Ribera de Molina.
Se celebraban tradicionalmente en octubre o noviembre cuando sus vecinos,  agricultores de profesión la gran mayoría, tenían menos faenas en la huerta. Era la época de descanso mezclada con la diversión y los actos religiosos de rigor. Muchos de los hijos de aquellos agricultores enfocaron su profesión hacia la enseñanza y por eso el tercer fin de semana de agosto se convirtió en una fecha muy propicia para los festejos.
Pero llegó un momento en el que los ribereños participaron de la moda de pasar el verano en la playa, y la población permanecía casi desierta, aun cuando sonaban acordes de fiesta. Fue entonces cuando se pensó en junio, mes del Sagrado Corazón de Jesús, para celebrar las Fiestas Patronales de la pedanía.
El domingo es el día grande de las Fiestas Patronales, cuando tiene lugar la misa y la solemne procesión con la imagen del patrón, el Sagrado Corazón de Jesús. Al margen de los actos religiosos, los ribereños y quienes les visitan esos días, disfrutan con la Fiesta del Agua, los concursos gastronómicos, las verbenas nocturnas y el desfile de carrozas.

#### Actos festivos
- Pregón de Fiestas.
- Charamita.
- Paella gigante.
- Carrozas.
- Gran Velada, con diversas actuaciones.
- Fiesta del Agua.
- Domingo, Día Grande
- Solemne Misa, Iglesia del Sagrado Corazón.
- Solemne procesión por las calles de la pedanía con la imagen del patrón, el Sagrado Corazón de Jesús.
- Gran Castillo de fuegos artificiales.
- Noche de las migas.
- Carrera de cintas.

#### Organizadores y participantes
Las Fiestas Patronales de Ribera de Molina perduran gracias a la Comisión de Fiestas que se encarga de programar los actos, buscar apoyos económicos y edita los programas. Los ribereños, por su parte, participan activamente en los desfiles, pues son ellos mismos los que se disfrazan y organizan las tradicionales carrozas.

### Fiesta de la Virgen del Amor Hermoso

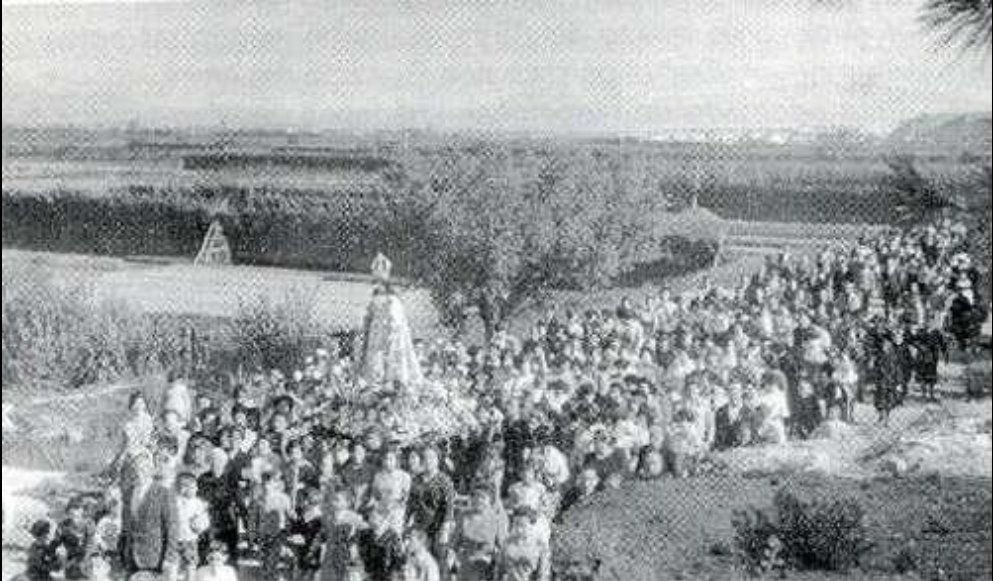
Foto en blanco y negro de la procesión anual de la Virgen del Amor Hermoso.

La fiesta de la patrona de Ribera de Molina se celebra el último domingo de abril, cuando la Virgen del Amor Hermoso recorre en procesión la pedanía visitando a todos y cada uno de sus vecinos.

#### Programa de actividades y días clave
La patrona recorre las calles de la pedanía a hombros de sus vecinos visitando los hogares. Las puertas se abren al paso de la imagen y sus moradores ven de cerca a la Virgen del Amor Hermoso y escuchan de sus camareras una cancioncilla típica de esta fiesta. A cambio, las mujeres, también conocidas como pedigüeñas, imploran la voluntad para destinarla a los gastos de la fiesta, reparaciones, adornos para la Virgen y otras necesidades de la parroquia.
En los tiempos en los que la economía pasaba por momentos de apuro, las familias ribereñas contribuían con donaciones de productos de consumo casero, como conejos o cualquier otro animal criado en su corral. Era habitual donar huevos, de ahí que a esta fiesta se le conozca popularmente como Fiesta del Huevo.